# Kevin Figueiredo
Kevin 'kFigg' Figueiredo (12 de enero de 1977 en Hudson, Massachusetts) es un baterista estadounidense.
Kevin empezó a tocar la batería a los diez años, cuando su abuelo le regaló el instrumento. Estudió con los bateristas de jazz Bob Gullotti "The Fringe" y con Mike Mangini. Ha tocado con bandas y artistas como Satellite Party, Dramagods, Population 1, The Doors, Slash, Nuno Bettencourt, Chester Bennington, Perry Farrell, Lucia Moniz y Tantric. Kevin ha grabado música con Dramagods, Population 1, The Satellite Party, Lucia Moniz y Extreme.

## Discografía

### Population 1
- Sessions from Room 4 (2004)

### DramaGods
- Love (2005)

### The Satellite Party
- Ultra Payloaded (2007)

### Extreme
- Saudades de Rock (2008)